# Ł̣
Cette page contient des caractères spéciaux ou non latins. S’ils s’affichent mal (▯, ?, etc.), consultez la page d’aide Unicode.
Ł̣ (minuscule : ł̣), appelé L barre oblique point souscrit, est une lettre latine utilisée dans l’écriture de l’inupiak du North Slope avec l’alphabet latin. Elle est composée de la lettre L diacritée d'une barre inscrite oblique et d’un point souscrit.

## Représentations informatiques
Le L barre oblique point souscrit peut être représenté avec les caractères Unicode suivants :
- décomposé (latin de base, diacritiques)[1],[2] :

| formes    | représentations | chaînes de caractères | points de code | descriptions                                               |
| --------- | --------------- | --------------------- | -------------- | ---------------------------------------------------------- |
| capitale  | Ł̣               | Ł◌̣                    | U+0141 U+0323  | lettre majuscule latine l barré diacritique point souscrit |
| minuscule | ł̣               | ł◌̣                    | U+0142 U+0323  | lettre minuscule latine l barré diacritique point souscrit |